# Yeoksam (métro de Séoul)
Yeoksam (en coréen : 역삼역) est une station de passage de la ligne 2 du métro de Séoul. Elle est située 156 Téhéran-ro, dans l'arrondissement de Gangnam-gu à Séoul en Corée du Sud.
Ouverte en 1982, elle est desservie par les rames omnibus de la ligne 2.

## Situation sur le réseau

Plan du réseau (2023)

Établie en souterrain, la station Yeoksam est située sur la ligne circulaire de la ligne 2 du métro de Séoul entre les stations Seolleung, en direction de Hôtel de Ville, rotation dans le sens des aiguilles d'une montre, et Gangnam, en direction de Hôtel de Ville, rotation dans le sens inverse des aiguilles d'une montre.

## Histoire
La station Yeoksam est mise en service le 23 décembre 1982, lors de l'ouverture à l'exploitation du tronçon de Complexe sportif à Université nationale de pédagogie de Séoul.
En 2022, le sous-titre (Center Field) est ajouté à son nom.

## Services aux voyageurs

### Accès et accueil
Établie au 156, Téhéran-ro. la station dispose de huit accès, numérotés de 1 à 8. Station souterraine, elle dispose d'escaliers, d'escaliers mécaniques et d'ascenseurs pour circuler entre les différents niveaux. Elle est notamment équipée d'automates pour l'achat de titres de transports et des portes palières sont installées sur les quais.

### Desserte
Yeoksam est desservie par les rames omnibus qui circulent sur la ligne 2.

Installations
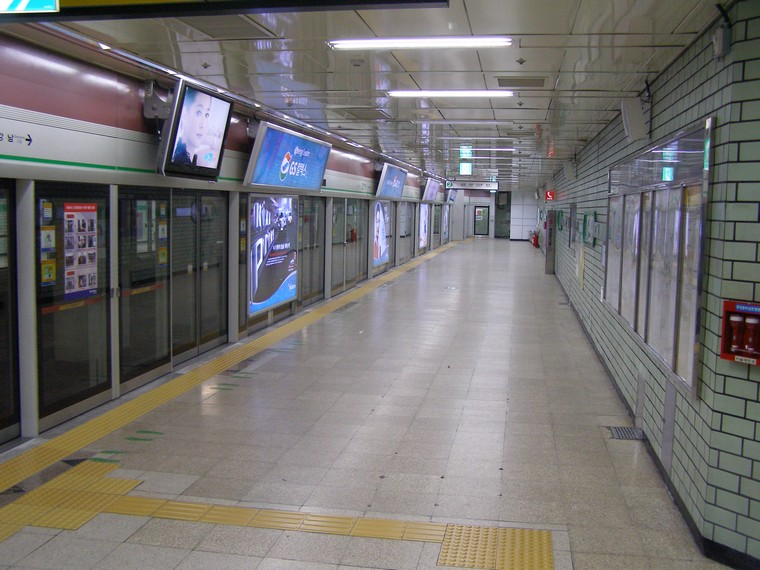
En 2008.
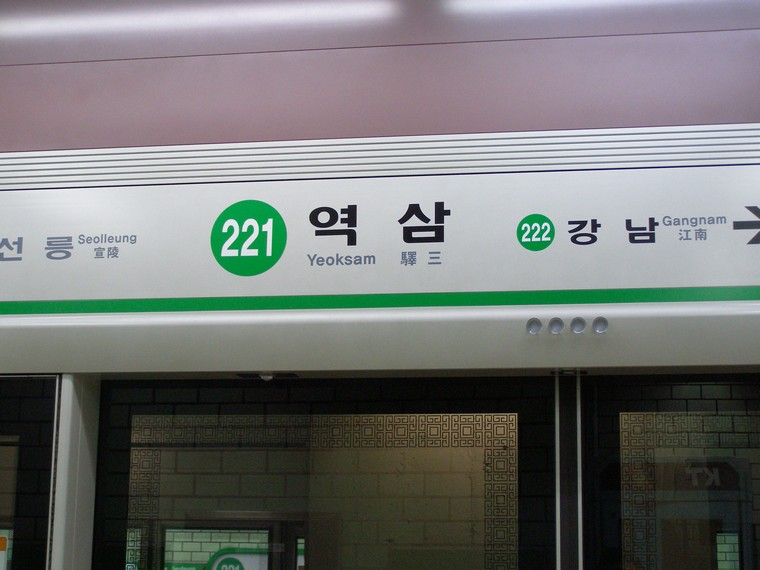
En 2008.
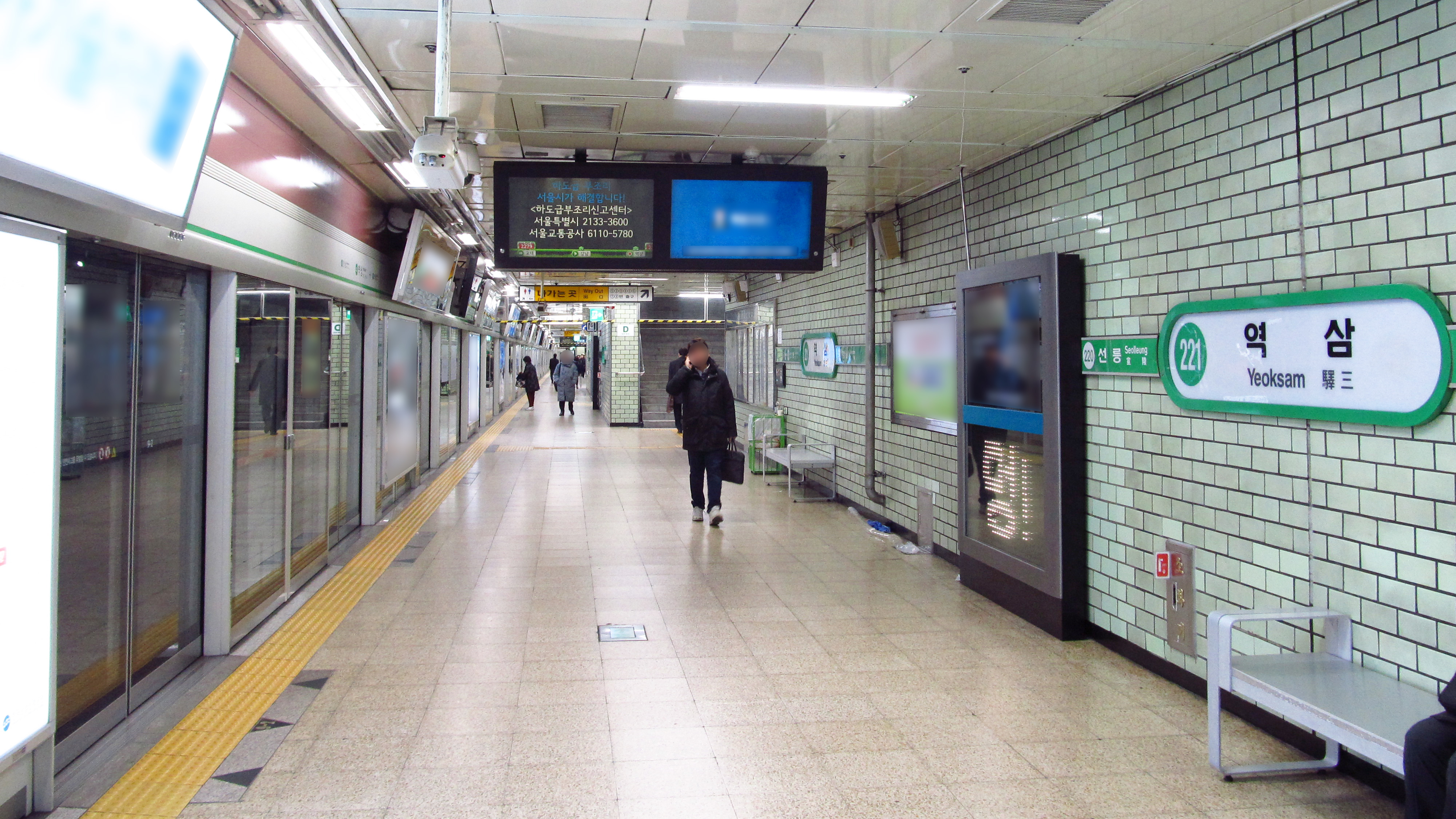
En 2018.

### Intermodalité
Des arrêts de bus urbains sont situés à proximité.

## À proximité
Notamment : l'hôpital Cha, des administrations et des entreprises.